# Gustavstorp
Gustavstorp is een plaats in de gemeente Karlshamn in het landschap Blekinge en de provincie Blekinge län in Zweden. De plaats heeft 72 inwoners (2005) en een oppervlakte van 22 hectare.